# Xã Oliver, Quận Adams, Ohio
Xã Oliver (tiếng Anh: Oliver Township) là một xã thuộc quận Adams, tiểu bang Ohio, Hoa Kỳ. Năm 2010, dân số của xã này là 1.319 người.